# 伊沃托站
伊沃托站，是法国的一个铁路车站，位于法国城市伊沃托。

## 位置
伊沃托站位于伊沃托市区的北部。车站大致呈东西走向，开口朝南。

## 停靠线路
以下列车线路在伊沃托站停靠：
| 伊沃托站列车线路表   |              |               |                                     |              |
| 线路                 | 车种         | 上一站        | 下一站                              | 大致运行频率 |
| 巴黎—勒阿弗尔        | INTERCITÉS   | 鲁昂          | 布雷欧泰-博兹维尔                   | 每天7趟左右  |
| 鲁昂—勒阿弗尔        | 法国大区列车 | 鲁昂/莫特维尔 | 弗卡尔-阿勒维马尔/布雷欧泰-博兹维尔 | 每天6趟左右  |
| 埃勒博弗/鲁昂—伊沃托 | 法国大区列车 | 莫特维尔      | （终点）                            | 每天8趟左右  |
| 1.                   |              |               |                                     |              |

## 配套交通

### 长途客车
伊沃托站对应的大巴车上下车地点位于车站前方的广场上。
| 停靠伊沃托站的大巴车 |                    |                                                                        |
| 上下车地点           | 运营单位           | 主要目的地                                                             |
| 伊沃托站门口         | 滨海塞纳省城际客运 | 科地区福维尔、科地区科德贝克、霏崗                                     |
| 伊沃托站门口         | SNCF               | （当某条铁路线施工或罢工时，SNCF可能会提供途径该线路沿途站点的大巴车） |
| 1. 2.                |                    |                                                                        |

### 市内交通
伊沃托站对应的公交车站名称为“Gare SNCF”，伊沃托城市公共交通公司（Vikibus）在工作日提供少量公交线路。

## 临近车站
| 伊沃托站（Gare d'Yvetot）      |                    |                     |
| 上行车站                       | 线路               | 下行车站            |
| 莫特维尔站                     | 巴黎－圣拉扎尔铁路 | 弗卡尔-阿勒维马尔站 |
| - 本表仅显示运营中的线路及车站 |                    |                     |